# Bob One
Bob One, właściwie Bogumił Morawski (ur. 18 września 1981 w Pyskowicach) – polski raper, wokalista i producent muzyczny. Członek sound systemów Rub Pulse i Rainbow Hi-Fi. Prowadzi także solową działalność artystyczną.
Bob One poza solową działalnością artystyczną współpracował z takimi wykonawcami jak: Junior Stress, Firma, Bas Tajpan, TABU, 19SWC, Habakuk, Hemp Gru, Lukasyno, Miuosh, Kacper, Onar, Paluch, Kajman oraz Pokahontaz

## Dyskografia
Albumy
| Jeden                                      | - Data: 17 listopada 2008 - Wydawca: Pink Crow Records | –  |                 |                        |
| Wszystko na sprzedaż (EP; oraz Bas Tajpan) | - Data: 4 lutego 2012 - Wydawca: MaxFloRec             | –  |                 |                        |
| Twój ruch                                  | - Data: 7 czerwca 2013 - Wydawca: MaxFloRec            | 43 | - POL: 30 tys.+ | - POL: platynowa płyta |
| "—" album nie był notowany.                |                                                        |    |                 |                        |

Single
| "Salam"                                                      | 2005 | —  | — | —         |
| "Świadomość" / "Roots, Reality & Culture"                    | 2008 | —  | — | —         |
| "Widzę dziś"                                                 | 2013 | —  | — | Twój ruch |
| "Przestań (Zetena RMX)" (gościnnie: Pokahontaz)              | 2013 | 16 | — | Reversal  |
| "Nie trzeba"                                                 | 2013 | 5  | 5 | Twój ruch |
| Christofer Luca - "Dzień po dniu" (gościnnie: Bob One, Zeus) | 2015 | —  | — | —         |
| "—" singel nie był notowany.                                 |      |    |   |           |

Notowane utwory
| Tytuł                                           | Rok  | Pozycja na liście | Pozycja na liście | Pozycja na liście | Album     |
| Tytuł                                           | Rok  | POL               | RMF Maxxx         | SLiP              | Album     |
| ----------------------------------------------- | ---- | ----------------- | ----------------- | ----------------- | --------- |
| "Daj z siebie wszystko" (gościnnie: Bas Tajpan) | 2014 | 18                | 2                 | 50                | Twój ruch |

Inne
| Album                                      | Rok  | Utwór | Źródło |
| ------------------------------------------ | ---- | --- | ------ |
| Polski ogień (kompilacja)                  | 2006 | Bob One, Da Bass – "Sensimilla (Opium)" | [ 18 ] |
| Junior Stress – L.S.M.                     | 2009 | "Sound System" (gościnnie: DJ OK, EastWest Rockers, MadMajk, Ola Monola, Bas Tajpan, Bob One, Frenchman, Marika, Pablopavo, Natty B, Mista Pita, Grubson)       | [ 19 ] |
| Bas Tajpan, Miuosh – Fandango Gang         | 2009 | "Jestem sobą" (gościnnie: Bob One) "Dziki wschód" (gościnnie: Bob One) "Ej gal" (gościnnie: Siwydym, Bob One) "Jestem sobą (Zdolny Remix)" (gościnnie: Bob One) | [ 20 ] |
| Guadalajara Mixtape Vol. 1 (kompilacja)    | 2009 | Bob One, Bas Tajpan – "Poczuj to" | [ 21 ] |
| Firma – NieLegalne Rytmy. Kontynuacja      | 2009 | "Misja" (gościnnie: Bas Tajpan, Bob One, Monilove, Lukasyno) | [ 22 ] |
| Bas Tajpan – Korzenie i kultura            | 2010 | "Nie zatrzymasz mnie" (gościnnie: Bob One, Miuosh, Solo Bawton)                                                                                                 | [ 23 ] |
| Chonabibe Mikstejp (kompilacja)            | 2011 | Grubson, Bob One, Metrowy, Jahdeck – "Kopara" | [ 24 ] |
| Firma – Nasza Broń To Nasza Pasja          | 2011 | "Cokolwiek Nie Zrobisz Wygrywam" (gościnnie: Daddy Freddy, Bob One)                                                                                             | [ 25 ] |
| 19SWC – Stawiam w ciemno                   | 2012 | "Znasz ich" (gościnnie: Bas Tajpan, Bob One) | [ 26 ] |
| Kacper, Fuso - Ghetto Sound                | 2012 | "Miasto boga" (gościnnie: Bas Tajpan, Bob One) | [ 27 ] |
| Drużyna Mistrzów (kompilacja)              | 2012 | Bob One, Bas Tajpan – "Chodź (RMX)" | [ 28 ] |
| Bas Tajpan – Made in Tajpan                | 2012 | "Polandia" (gościnnie: Bob One, Paluch) | [ 29 ] |
| MaxFloRec - Podaj dalej vol.2 (kompilacja) | 2012 | Bas Tajpan, Bob One – "Chodź" | [ 30 ] |
| Kajman – Prototyp                          | 2013 | "Prototyp" (gościnnie: Bas Tajpan, Bob One) | [ 31 ] |
| Kobra – Golden Era                         | 2013 | "Sukces" (gościnnie: Bob One) | [ 32 ] |
| Pokahontaz – Reversal                      | 2014 | Bob One - "Przestań (remix)" (gościnnie: Pokahontaz) | [ 33 ] |
| Bas Tajpan – Slavic Rasta                  | 2015 | "Muzyka buntu" (gościnnie: Sobota, Bob One) | [ 34 ] |
| Bas Tajpan – Boso, ale w ostrogach         | 2017 | "I chuj" (gościnnie: Bob One) | [ 35 ] |

## Teledyski
| Tytuł                                                                | Rok  | Reżyseria/Realizacja             | Album                         | Źródło |
| -------------------------------------------------------------------- | ---- | -------------------------------- | ----------------------------- | ------ |
| "W górę"                                                             | 2009 | Balbina Bruszewska               | Jeden                         | [ 36 ] |
| "Nadszedł już czas"                                                  | 2012 | Przedmarańcza                    | Wszystko na sprzedaż          | [ 37 ] |
| "Twój ruch"                                                          | 2013 | The New Black                    | Twój ruch                     | [ 38 ] |
| "Zostawiam"                                                          | 2013 | EvilEyeStudio                    | Twój ruch                     | [ 39 ] |
| "W co wierzysz"                                                      | 2013 | Dirt Video                       | Twój ruch                     | [ 40 ] |
| "Widzę dziś"                                                         | 2013 | Piotr Smoleński, Michał Jagiełło | Twój ruch                     | [ 41 ] |
| "Nie trzeba"                                                         | 2013 | Przedmarańcza                    | Twój ruch                     | [ 42 ] |
| "#Hot16Challenge"                                                    | 2014 | —                                | —                             | [ 43 ] |
| Gościnnie                                                            |      |                                  |                               |        |
| Firma - "Misja" (gościnnie: Bas Tajpan, Monilove, Bob One, Lukasyno) | 2009 | Przedmarańcza                    | NieLegalne Rytmy. Kontynuacja | [ 44 ] |
| Luks Mamilion - "Nigdy" (gościnnie: Bob One)                         | 2014 | Rumburak Produkcja               | Fundament                     | [ 45 ] |
| Kobra - "Sukces" (gościnnie: Bob One)                                | 2014 | Blaszany Sad                     | Golden Era                    | [ 46 ] |
| Inne                                                                 |      |                                  |                               |        |
| Bob One - "Przestań (Zetena RMX)" (gościnie: Pokahontaz)             | 2013 | 2nd door on the left             | Reversal                      | [ 47 ] |

## Nagrody i wyróżnienia
| Rok  | Nagroda           | Kategoria         | Tytułem                                        | Nota      | Źródło |
| ---- | ----------------- | ----------------- | ---------------------------------------------- | --------- | ------ |
| 2014 | Eska Music Awards | Najlepszy hit     | Bob One i Bas Tajpan – "Daj z siebie wszystko" | Nominacja | [ 48 ] |
| 2014 | Eska Music Awards | Najlepszy artysta | Bob One                                        | Nominacja | [ 49 ] |